# Bombylius depictus
Bombylius depictus är en tvåvingeart som beskrevs av Milne Edwards 1828. Bombylius depictus ingår i släktet Bombylius och familjen svävflugor. Inga underarter finns listade i Catalogue of Life.